# アンデルス・リンデゴーア
アンデルス・ローゼンクランツ・リンデゴーア（Anders Rozenkrantz Lindegaard (デンマーク語発音: [ˈanɐs ˈlenəkɒːˀ], 1984年4月13日 - ）は、デンマーク・オーデンセ出身の元サッカー選手。現役時代のポジションはゴールキーパー。
デンマーク語の発音により近い表記はアナス・リネゴー。

## 経歴

### クラブ
地元のオーデンセBKでキャリアを開始し、2006年11月19日のシルケボーIF戦でプロ・デビュー。しかし、同クラブでは出場機会を得られず、レンタル移籍を繰り返し、2009年にはノルウェー1部のオーレスンFKに完全移籍した。ここで才能を開花させると、チームのノルウェーカップ獲得に貢献。2010年にはノルウェーとデンマークの両国で年間最優秀GKに選ばれた。
2010年11月27日、マンチェスター・ユナイテッドFCに移籍。契約期間は3年半、移籍金は推定350万ユーロ。年明けの1月29日に行われたFAカップのサウサンプトンFC戦で公式戦デビューを果たす。しかし、1年目はリーグ戦での出場はなかった。
正GKだったエトヴィン・ファン・デル・サールの引退に伴い、翌2011－12シーズンはアトレティコ・マドリードから加入したダビド・デ・ヘアとレギュラーを争う意思を公にする。9月14日に行われたUEFAチャンピオンズリーグのSLベンフィカ戦ではデ・ヘアに代わって先発出場し好守を見せた。10月1日のノリッジ・シティFC戦ではプレミアリーグ・デビューを果たし、無失点に抑える。これ以降、出場機会が増え、翌年1月8日にはFAカップ3回戦でのマンチェスター・ダービーにも出場。リーグ戦8試合でゴールを守った。
3年目の2012-13シーズンもデ・ヘアとの熾烈なレギュラー争いは続き、開幕時はスタメンを譲ったものの、秋頃から先発の座を奪い返した。しかしながら、レギュラー定着には至らなかった。
2015年8月31日、フリートランスファーでウェスト・ブロムウィッチ・アルビオンFCへの移籍を発表した。契約期間は2017年6月30日までの2年である。
2017年9月、バーンリーFCと1年契約を結んだ。
2019年7月18日、ヘルシンボリIFに移籍した。2020年7月19日のファルケンベリFF戦ではキャリアで初となる得点を挙げた 。
2022年11月、現役引退を表明した。

### 代表
2010年9月7日に行われたUEFA EURO 2012予選のアイスランド代表戦でデンマーク代表デビュー。現在はカスパー・シュマイケルと正GKの座を争っている。

## 個人成績
| クラブ                       | シーズン | リーグ | リーグ | カップ | カップ | リーグカップ | リーグカップ | 国際大会 | 国際大会 | その他 | その他 | 合計 | 合計 |
| クラブ                       | シーズン | 出場   | 得点   | 出場   | 得点   | 出場         | 得点         | 出場     | 得点     | 出場   | 得点   | 出場 | 得点 |
| ---------------------------- | -------- | ------ | ------ | ------ | ------ | ------------ | ------------ | -------- | -------- | ------ | ------ | ---- | ---- |
| OB                           | 2003-04  | 0      | 0      | 0      | 0      | –            | –            | 0        | 0        | –      | –      | 0    | 0    |
| OB                           | 2004-05  | 0      | 0      | 0      | 0      | –            | –            | 0        | 0        | –      | –      | 0    | 0    |
| OB                           | 2005-06  | 0      | 0      | 0      | 0      | –            | –            | –        | –        | –      | –      | 0    | 0    |
| OB                           | 2006-07  | 1      | 0      | 0      | 0      | –            | –            | 0        | 0        | –      | –      | 1    | 0    |
| OB                           | 2007-08  | 1      | 0      | 0      | 0      | –            | –            | 0        | 0        | –      | –      | 1    | 0    |
| コリング (loan)              | 2008-09  | 10     | 0      | 0      | 0      | –            | –            | –        | –        | –      | –      | 10   | 0    |
| OB                           | 2009-10  | 4      | 0      | 0      | 0      | –            | –            | 2        | 0        | –      | –      | 6    | 0    |
| オーレスン                   | 2009     | 26     | 0      | 3      | 0      | –            | –            | –        | –        | –      | –      | 29   | 0    |
| オーレスン                   | 2010     | 30     | 0      | 1      | 0      | –            | –            | 2        | 0        | 1      | 0      | 34   | 0    |
| マンチェスター・ユナイテッド | 2010-11  | 0      | 0      | 2      | 0      | 0            | 0            | 0        | 0        | 0      | 0      | 2    | 0    |
| マンチェスター・ユナイテッド | 2011-12  | 8      | 0      | 1      | 0      | 0            | 0            | 2        | 0        | 0      | 0      | 11   | 0    |
| マンチェスター・ユナイテッド | 2012-13  | 10     | 0      | 1      | 0      | 1            | 0            | 1        | 0        | 0      | 0      | 13   | 0    |
| マンチェスター・ユナイテッド | 2013-14  | 1      | 0      | 1      | 0      | 1            | 0            | 0        | 0        | 0      | 0      | 3    | 0    |
| 通算                         | 通算     | 77     | 0      | 9      | 0      | 2            | 0            | 6        | 0        | 1      | 0      | 95   | 0    |

## タイトル

### クラブ
オーレスンFK
- ノルウェーカップ：1回 (2009)

オーデンセBK
- デンマーク・カップ：1回 (2007)

マンチェスター・ユナイテッドFC
- プレミアリーグ：1回 (2012-13)
- FAコミュニティ・シールド：2回 (2011, 2013)

### 個人
- ノルウェー年間最優秀ゴールキーパー：1回 (2010)
- デンマーク年間最優秀ゴールキーパー：1回 (2010)